# 里奧里科 (亞利桑那州)
里奧里科（英語：Rio Rico）是位於美國亞利桑那州聖克魯斯縣的一個人口普查指定地區。根據2010年美國人口普查，該地人口為18962人，而該地的面積約為161.73平方千米。

## 地理
里奧里科的座標為31°28′17″N 110°58′35″W / 31.47139°N 110.97639°W，而該地最高點為海拔高度1461米（即3481英尺）。